# フェラチオ

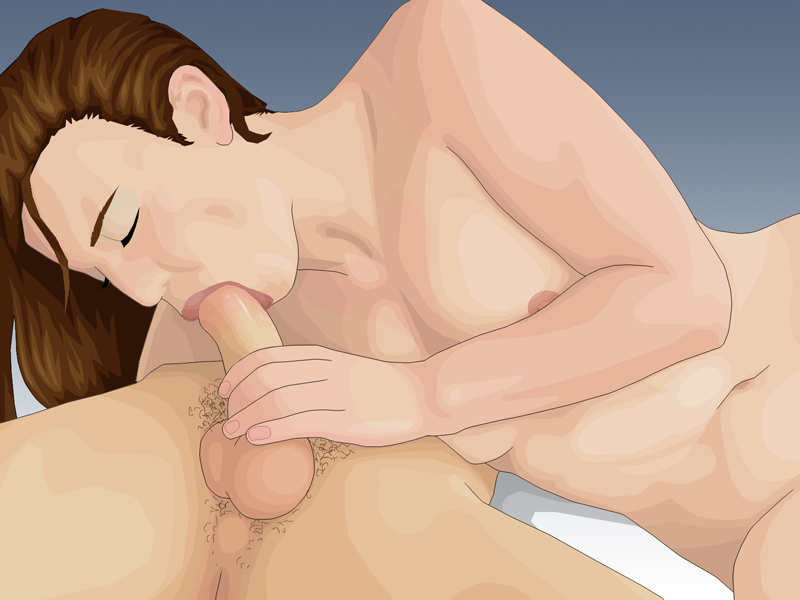
フェラチオ

フェラチオ（Fellatio）は性行為の一部をなす行為であり、オーラルセックス及びペッティングとしての前戯（口戯）の一種で、特に性交渉において、相手の男性器（陰茎）を口または舌を使って刺激する行為である。性病感染対策のために、コンドーム着用が推奨されている。語源は、ラテン語の fellare（吸うという意味の動詞）。英語圏では「blow job」と呼称される。

## 概説

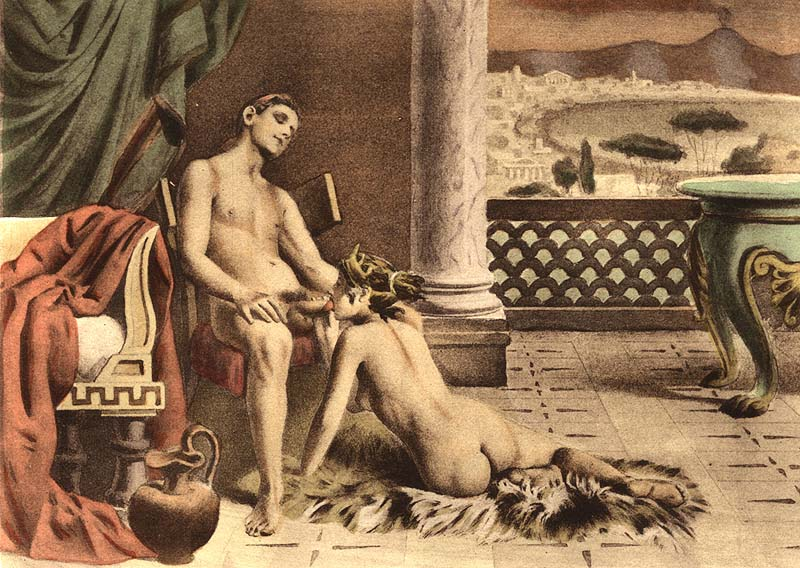
フェラチオの様子

### フェラチオの体位
- フェラチオをされる男性が仰向けに寝る体位。フェラチオをする人は男性の傍らや股の間に座り、フェラチオをする人の自発的な動作で刺激する。
- 仁王立ちフェラ。フェラチオをされる男性が立ち、フェラチオをする人が男性に向かいひざまずく。
- シックスナインの体位。

### 刺激を与える部位
男性器の部位により、その手法も異なる。最も敏感な部位としては男性の陰茎の先端つまりカリである。舌や手を使って様々な場所に刺激を与えると男性はより強い快感を得られる。尿道口、陰嚢・精巣、肛門への刺激は抵抗のある男性もいるが、慣れによって徐々に性的快感を得る場合もある。

### 射精
フェラチオを行う場合、射精にまで至ることもあれば至らないこともあり、射精を行う場合はどこに射精を行うかは男性によって異なるとされる。射精する箇所によって、腹射、尻射、口内発射、パール・ネックレスなどがある。またアダルトビデオにおいては、顔射、デコ射、喉射、ドテ射、パイ射などもある。
しかし、口内への射精については、男性が無意識に射精してしまう場合もあれば、支配欲を満たすために、そのような行為を望む人も存在する。
なお、男性が相手の口の中に射精することを望む場合、口内で突然射精すると精液が相手の気管に入ることがあり大変危険を伴う。そのため通常は、相手の反応を伺いながら行うものである。また、射精の瞬間は相手の喉奥から男性器を離して射精するのが一般的である。

### ディープスロートとイラマチオ
喉の奥深くまで男性器を挿入する行為はディープスロートと呼ばれる。また類似した行為として、男性が相手の口の奥まで陰茎を強制的に入れる行為をイラマチオと呼ぶ。
どちらも一定の危険を伴う行為であり、お互いに危険性を認識した上で、相互の同意の下に慎重に行うべきである。なお、イラマチオは厳密にはフェラチオではない。主にアダルトビデオにおいて「強制フェラ」などという言葉が存在するように、性交渉が行われている体位や性交渉をしている者の力関係などによってはフェラチオからイラマチオへと移行することが容易になることもあり、イラマチオを強制的なフェラチオとする考えも根強い。フェラチオの際、支配者側が興奮に委せて服従者の頭髪や首回りを掴んで無理矢理動かしたり腰を自ら動かして行為に及んだりする例が頻繁に生じるが、そのような行為は事実上のイラマチオであるにも関わらず、イラマチオであると認識されていない場合も多い。
ディープスロートやイラマチオが一部の人々に好まれるのは、征服欲が満たされるからである。しかし男性の陰茎の先端が相手の喉の奥に到達すると反射でむせて苦痛を感じたり、場合によっては呼吸困難を生じることがあるため、大変危険である。のどの奥に何か物が触れるとむせるのは、身体の反射のひとつである「咽頭反射」の結果である。そのような反射を抑えて行為を継続することは一般的に困難だが、男性が無理に男性器を相手の口の奥深くまで入れ続ける場合があり、それによって相手に多大な苦痛を与えることがある。相手が耐えがたい苦痛を感じた場合、不随意に顎の筋肉が反射的に反応して口を強く閉じる場合があり、その場合は男性の陰茎に外傷を与える危険さえある。

## 危険性・性病・対策

### 主な感染症に関するもの
性感染症、口腔癌、舌癌、喉頭癌の危険性について
- ヒトパピローマウイルス（HPV）
- ウイルス性ヘルペス[1]（1型、2型[3]）
- 淋菌感染症[1]（尿道炎、精巣上体炎、前立腺炎、膀胱炎、女性では子宮頸管炎（英語版）、子宮頸癌）
- 亀頭包皮炎[4]
- クラミジア[1]
- 鼠径リンパ肉芽腫等に付随する扁桃腺炎、咽喉頭の炎症。
- 梅毒[1]（スピロヘータ梅毒等）
- 経口感染（伝染性単核症、EBウイルス感染、B型肝炎ウイルス、C型肝炎ウイルス、D型肝炎ウイルス）
- 風邪・インフルエンザ
- その他、STD（原虫、真菌、寄生虫、その他マイコプラズマなど）
- AIDS（HIVウイルス）
- 壊死性筋膜炎[5]

主な感染症の補足
- フェラチオをする人が歯を磨いた後や歯周病などにより出血している場合、相手の男性を感染させる、もしくは自分が感染させられる可能性がある。口腔内の衛生の程度によっては尿道炎も起こりうる。
- ヒト免疫不全ウイルス（HIV）は、血液や男性の精液に多く含まれる。このため、もし男性がHIVに感染していて、相手の口の中や目の周囲に射精した場合、相手をHIVに感染させてしまうという重大な危険がある。
- HIVの感染条件は感染者の精液ないし血液と被感染者の粘膜の接触であることから、フェラチオもまた感染経路となりうる。唾液では感染しないが、フェラチオを施す側が口内炎などで出血している場合はフェラチオされる側への感染も起こりうる。
- 口唇ヘルペスはヘルペスウイルスが感染して発症する病気である。ヘルペスウイルスは感染力が強いため、ヘルペスウイルスに感染している人がフェラチオをした場合、フェラチオをされる側の男性を感染させてしまう可能性は非常に高い。
- フェラチオでの性病の予防にはコンドームの使用が望ましいが、通常のコンドームはゴム特有のにおいと味があるので好まれず、また男女ともゴムを介することにより刺激が少なくなるのであまり好まれない。そのためオーラルセックス専用に開発された膜が薄く果実などの香りや味をつけたコンドームも存在する。
- 強制的に行うイラマチオの場合は、男性器を咥える側の人に、行為中の身体的な苦痛だけでなく、顎関節症や口内炎などの病気を引き起こすことがある。また、射精直前に相手の口から男性器を引き抜いて顔面に射精するいわゆる「顔射」は、誤って相手の目に精液が入ると結膜炎などを引き起こすことがある。
- 2006年に、米マルム大学の研究は、ヒトパピローマウイルス（Human papillomavirus：HPV）に感染している人に対して無防備なオーラルセックスを行うことが口腔ガンの危険性を増す可能性が高いことを明らかしている。調査では、がん患者におけるHPVに感染者率は36%で、健康な人々における感染者率1%と比較して明らかに高い確率でHPVを持っていることが明らかになった[6]。
- 加えて、最近の研究では、オーラルセックスと喉頭ガンの間に相関関係があることがわかっており、HPVの伝染によるものであると考えられている。研究では、生涯の1 - 5人のオーラルセックスパートナーがいた人々は、オーラルセックスを行わない人々と比較して喉頭ガンの発症リスクがほぼ二倍まで高められたと結論付けており、5人以上のオーラルセックスパートナーと行為を行っていた場合にはそのリスクは250%まで増大するとしている[7]。

### 感染予防
フェラチオサービスを主とするピンサロを代表に、かなり多くの風俗店で提供されている。特にピンサロでは行為後にイソジンやリステリン（洗口液）でのうがいが義務づけられている店舗が多い。イソジンは細菌、真菌、ウイルスなど広範囲の微生物に対し、迅速な殺菌・消毒効果を発揮する殺菌消毒薬とされているが、イソジンやリステリンは全ての性感染症を防ぐものではない。また、過度な使用は口腔内の常在菌も死滅させる危険性がある。性病予防には感染源に直接接触しないコンドーム着用が最適である。また、風俗店などでシャワーを浴びずにコンドームを着用せずにフェラチオを行なう「即尺」サービスは、細菌が繁茂した陰茎の恥垢など皮膚組織を口に含むために細菌感染の危険性が高いため、極力避けることが好ましい。何故なら性器から口腔、口腔から性器経由で感染した場合は性器間よりも自覚症状が分かりにくいことが多い。厚生労働省はコンドーム着用しないフェラチオなどのオーラルセックスは感染への自覚をせずに他の性交渉相手に感染させてしまう危険性があると警鐘している。

### 感染症の代表的な症状に対する診察方法
厚生労働省によると、性病に関して男性は泌尿器科または皮膚科、女性は産婦人科で診察が可能である。口腔内に症状が出ている性感染症に関しては、場所によっては耳鼻咽喉科でも診察可能である。症状が疑わしい時には、事前に電話予約してから受診することが推奨されている。
代表的な症状として、わずかな痒みと残尿感（おしっこのキレが悪くなる）といった前立腺や尿道の炎症が挙げられる。これらを医師が判断する一般的な簡易検査方法として、肛門に指を入れて前立腺を強く押してカウパー腺液を出し、顕微鏡で観察して細菌の活動状態を検査する。
体内でも前立腺内部は養分が非常に高いため、一度でもここまで侵入すると細菌が温床しやすく、薬品でなければ排除できない。主にクラビットが幅広い病原微生物に効果的なため、処方されることが多い。抗生物質ゆえ、長期間投与を要する。一時的な改善で服用を中止すると耐性菌ができてしまい、何度も感染を繰り返す可能性がある。パートナーへ感染させる可能性もあり、他の抗生物質治療薬と同様に2-3週間は必ず服用して完全に前立腺から排除する必要がある。
主な対策
コンドーム無しのフェラチオは「性器にいる病原体がオーラルセックスにより口腔内に感染を起こす」タイプ、または「口腔内にいる病原体が性器に感染を起こす」タイプの性病感染の危険性が高いため、厚生労働省はコンドーム着用を大きく推奨している。

## 歴史
インドの『カーマ・スートラ』に描写があるほか、紀元1世紀 - 7世紀ころに南米に栄えたモチェ文化の出土品の中に、フェラチオする人物を象った土器がある。
世界で初めてフェラチオをした女性は古代エジプト最後の女王クレオパトラ7世であるという俗説がある。
フェラチオの単語はチャールズ・チャップリンの元妻リタ・グレイが出版した暴露本の中に「フェラチオを強要された」という記述があり、その意味を知りたい庶民たちがラテン語辞典を買いに走り広まったという俗説がある。
シンガポールにおいては、不自然な肉体的行為を禁じる同国の刑法第377条A（Section 377A of the Singapore Penal Code）でフェラチオ行為は刑事罰の対象であったが、2007年10月の刑法改正で合法化された。

### 日本
古語では「口取り」「雁が音」「尺八」「千鳥の曲」とも言った。また勃起した陰茎を横から咥えることを俗に「ハーモニカ」「横笛」と言う。
江戸時代に男性器に刺激を与える行為としても行われていたが、それよりも射精に至り勃起しなくなった男性器に刺激を与え、勃起させて連続して数回、性行為を行えるようにと自然に用いられていた。ほかに、平安時代の『日本霊異記』の中で、インド（天竺）の話として、「母親が子を愛する心深く日にそのまらをすふ」と言う、息子にフェラチオをする母親の説話がある。
東ノボル、『彷徨う性、欲望を満たす「瞬間恋愛」の教科書 出会い系の快楽に救いを求める女たち 13人の実録』や『エロティック日本史　古代から昭和まで、ふしだらな35話（幻冬舎新書）』（下川耿史/幻冬舎）によると、17世紀の浮世絵でセックスの体位を紹介した著名もので四十八手があるが、それには「雁が首」と称されている。他には「口取り」とも呼ばれ、これは遊女の技術として発達したが、江戸時代になると、一般にも普及していったようである。また当時の艶本の一つである『女閨訓』には「口取り」のやり方が詳しく紹介されている。そして精液を飲むことが推奨されている。
恵方巻という節分に由来する風習の普及も、大正時代に大阪の花街で遊女に男性器に見立てた巻寿司を丸かじりさせるのを、1932年（昭和7年）に大阪の業者がこれに乗じて販売促進がなされ、普及したという俗説もあるという。
このように普通にされてきたのであるが、一時期遊郭や売春での限定的な行為になる。
戦前においては一般庶民あたりの感覚では神をも恐れぬ超絶な変態行為という認識へと変化していた。社会評論家の岩永文夫によると、プロの女性でも当時フェラチオをすることは、それまでの遊郭や赤線でも特殊な行為だったという。
終戦後、進駐軍によって売春防止法（1958年）が施行されるまでの間に、半ば公認で売春行われていた赤線では数多くの画像が撮影されたことが知られるが、口取りの様子を収めたものも幾つか存在している。
戦後から現在にも継がれる風俗店として出現したトルコ風呂も、行為を禁止した売春防止法が交付された頃すでに人気の娯楽となっていたが、こうした店は本番ではなくても気持ち良くなれるようにと続々と開発されたサービスが発展し出現したが、こうした風俗店のサービスは徐々に過激化していった。そして男性器を女性に舐めてもらい、射精に導いてもらう行為は、これがたちまち人気となる。
1960年代になるとバリエーションが増え、さまざまなプレイが登場。喉の奥にまで男性器を入れてフェラチオを行うディープ・スロートや2人でフェラチオを行うWフェラ、さらに複数人の女性が10分から15分おきに入れ替わってプレイしてくれる花びら大回転など、男性の性欲を満たすために、多くのバリエーションが生まれていくのである。
さらに1970年代に入るとファッションヘルスが出現し流行していく。これは風俗嬢と男性客が個室でフェラチオ他プレイを受ける風俗店で、現在でも一般的になっている風俗店の形態である。そして同時期のフランス官能映画などでも脚光を浴びて、当時の若者達から現在にかけて、普通にされる行為になっていく。
ただし、この行為が広く知られるようになったのは、1972年に公開されたアメリカ映画でフェラチオをテーマにした『ディープ・スロート』が一つのきっかけであるとされる。
確かに日本の映像メディアにおいて、局部をモロ見えで撮影できないこともあって1970年代当時の日活ロマンポルノでも第一作の『団地妻 昼下りの情事』など一部の作品を除いて、さらに一般映画でセックスシーンを映像として示した作品でも導入したのは『愛のコリーダ』など少数で、フェラチオのようなオーラルセックスを当時の日本の作品で描かれることが少なかった点を考慮すれば、米国のポルノ映像などの影響により日本に広まった可能性は否定できない。一方、『ディープ・スロート』の原作中では、フェラチオは「日本のゲイシャ・ガールの古来からの伝統的性技であったが、戦後日本に進駐した連合軍兵士を通じて欧米に伝播した、日本を起源とする技術」であるとの説明がなされている。
以降、アダルトビデオの普及、ファッションヘルスなどいわゆる風俗産業から情報雑誌などメディアの影響などにより、特に女性への一般化が進んだとも考えられる。
国立感染症研究所の病原微生物検出情報2004年8月号によると、性風俗を職業としない性体験のある一般女性を対象にしたアンケート調査の結果、性交の際にオーラルセックスを必ず行うという回答は、20歳代のおよそ36%、20歳未満のおよそ65%であったという報告がある。これは若い世代ほどフェラチオに抵抗感がなく、女性が男性の性的欲求を満たす行為の一つとして一般化してきているといえるともみうけられるが、同時に性感染症の予防に関する知識に乏しく、フェラチオによる性感染症の蔓延も進んでいっている。
なお、人の陰毛部に寄生するケジラミは、まれに眉毛や頭髪に寄生して発見される例があるが、日本では近年、女性の髪から発見される例が増えているとのデータがあり、これを性行為の変化のためと見る判断がある。出典は該当記事を参照のこと。
日本の強姦罪は男性器を女性器に挿入する事を前提としているためフェラチオの強要は強姦罪にあたらなかったが、肛門性交、口腔性交等の準性交も強姦罪の対象となるよう法改正が検討され、2017年（平成29年）7月13日に男性が被害者の場合を含む強制性交等罪の規定が設けられたことに伴い、強姦罪は廃止され強制性交等罪などがその役割を引き継ぐとともに準性交も法の対象となった。

## 性風俗産業のフェラチオ
性風俗産業を営む店舗の多くは、フェラチオをサービスのひとつとしている（ソープランド・ピンクサロン・ファッションヘルス・売り専など）。ピンクサロンやファッションヘルスなどに於いては、男性客に口内へ射精させることをサービスとしている。ソープランドでは本番（性行為）の前戯として行われ、高級ソープランドにおいては、客のズボンを下ろすとすぐフェラチオをするサービスもある。また、性風俗の変化に伴い、フェラチオから派生した語句がアダルトビデオを始めとする様々な場面で用いられている。

### 性風俗店の即尺・注意
風俗店においては、利用する際に店舗側に注文をする。来店した顧客が事前にシャワーを浴びるまたは除菌シートでペニスを拭くなどした後、風俗嬢が最初のサービスでフェラチオを行うことを「即尺」と呼ぶ。基本的なサービスとされていることもあるが、オプションとする店もある。また即尺が不可能な風俗嬢や店舗も存在する。またコンドームを用いないでこのサービスを行う場合は「生尺」とも言う。一方、コンドームを用いた場合は「ゴム尺」と呼ぶことがある。これらの尺は尺八に由来するとされる。フェラチオという言葉の普及により通用するのはある程度の年代に限られることが少なくない。しかし、コンドーム無しのフェラチオは性病の感染に注意する必要がある。

## アダルトビデオなどにおける種別
以下は五十音順。
お掃除フェラ
性交の際の後戯の一つで、射精された精液を女性がフェラチオで舐め取り、尿道中に残った精液も吸い出して処理する行為。
お目覚めフェラ
寝ている男性に対して、起こすことを意図してフェラチオをする行為。朝フェラとも呼ばれる。同居しているカップル、あるいは夫婦という設定のドラマものでよく用いられる手法である。
擬似フェラ
レズものおよびフェムドム系のアダルトビデオではペニスバンドを付けたミストレスが女性や男性の服従的なパートナー相手に、股間のディルドーを舐めさせる行為をあらわす。
アイドルDVDなどで男性の陰茎に類似した形の食品や道具を使用してフェラチオを連想させる行為を行うことも同様に呼ばれる。バナナやアイスキャンディー、魚肉ソーセージ、ペロペロキャンディなどを使用することが多い。また、これらの物に練乳やヨーグルトなどを垂らし、射精を連想させることもある。
串ざし
3Pプレイの一種で、四つん這いになった受け側1人に対し、責めの1人目がフェラチオ、2人目が女性器か肛門に挿入する行為。責め側2人のペニスあるいはペニスバンドが、受けを串で刺しているように見えることに由来する。
ゴムフェラ
コンドームなどの避妊具を装着してフェラチオをする行為。
セルフフェラチオ、オートフェラチオ（一人尺八）
体の柔らかい男性が、自らの性器を口に含んで行うもの。
潜望鏡
ソープランドなど風呂を使う風俗店において、湯水の上から出た陰茎に行うフェラチオ。陰茎を潜望鏡に見立てて呼ばれる。
相互フェラ
男性同士の場合にお互いにフェラチオをしている状態を意味し、シックスナインと同じ意味で用いられる。
ダブルフェラ
アダルトビデオなどでは、1人の女性（または男性）が同時に2人の男性の陰茎をフェラチオすることをいう。男性2人を立たせて女性（または男性）が膝をついた状態で行ったり、男性2人を寝かせた状態で行う。通常、2人の男性に対して交互にフェラチオをするが（フェラチオをされていない男性には手淫などで刺激を続ける）、しばしば同時に2本の陰茎を口に含む行為も見られる。主にアダルトビデオにおいて使用される言葉。性風俗などでは、1人の男性に対して2人の女性（または男性）が1人が亀頭に吸い付いている最中、もう1人が陰嚢を舐めるなどして同時にフェラチオすることをいう。
玉金フェラ（キャンディー）
陰嚢に対して舐めたり、吸ったり、口に含んだりする行為。陰嚢をすべて口に含んでの愛撫は、ダブルキャンディーとも呼ばれる。
生フェラ
避妊具をつけずに生身のままでフェラチオをする行為。
仁王立ちフェラ
男性に仁王立ちをさせたまま、フェラチオをする行為。
ノーハンドフェラ
フェラチオしている側が男性器に手を触れずに、フェラチオをする行為。
パイズリフェラ
乳房で男性器をパイズリしながら、亀頭部分をフェラチオする行為。
バキュームフェラ
男性器を咥えて吸引する行為。行為時に激しい吸引音（「ジュボジュボ」というような）が伴うこともあり、これを好む愛好家もいる。
パンフェラ
ビキニブリーフなどパンツ越しにくわえる行為。パンツ越しならモザイク編集の必要がないため、アダルトビデオなどで頻繁に使われる演出である。この行為そのものにフェティシズムを感じる人が少なからず存在することを背景に、アロマ企画などパンフェラをメインテーマにしたフェテイッシュ系のAVも製作販売されている。
フェラ顔
フェラチオしている時の顔のこと。見つめフェラなど目線を向けられるのを好む愛好家もいるため、主観をモチーフとした作品のほとんどは見つめフェラを多用されている。
ブリッジフェラ
男性がブリッジ状態でフェラチオをする行為。
見つめフェラ
フェラチオしている側が相手方の目を凝視する行為。ハメ撮りの場合はカメラ目線でフェラチオをすること。性器を咥えたままの女性の卑猥な目つきを見ることにより、性的興奮がさらに高まる。主にピンサロ嬢が指名取りのために商業上積極的に行う手法であるとも言われる。
目隠しフェラ
フェラチオしている側が目隠しをしたまま、フェラチオをする行為。SM色があるプレイ。男性器を視認することができないため、触覚など他の感覚で男性器を把握する。
指フェラ
擬似フェラの一つ。AV女優が自分もしくは他人の指を男性器に見立てて舐める行為。主にアダルトビデオにおいて使用される言葉。
ローリングフェラ
フェラチオをしている側が、口を中心に回転するような動作を加えてフェラチオをする行為。頭部の上下運動とあわせると刺激は螺旋状に伝わることになる。また、複雑な舌の動きを織り交ぜると刺激のバリエーションは格段に増える。頭部の動きのみで大きな回転方向への刺激を加えることは難しいため、手を用いて回転方向への刺激を補助することが一般的に行われる。